# Ochotona pallasi
La pica de Pallas (Ochotona pallasi) es una especie de mamífero lagomorfo de la familia Ochotonidae. Vive principalmente en las montañas del oeste de Mongolia. Hay cuatro subespecies: O. p. pricei, O. p. hamica, O. p. helanshanensis y O. p. sundica. Una diferencia notable es que O. p. pricei suele vivir en hábitats esteparios secos y puede construir madrigueras, mientras que el resto de subespecies tienden a preferir hábitats rocosos. Sin embargo, ninguna de las subespecies vive únicamente en un tipo de hábitat.
Al igual que otras picas, son herbívoras y almacenan la hierba en verano para poder alimentarse en invierno. Suelen reproducirse varias veces al año, y tienen entre 1 y 13 crías en cada camada.